# Rurik Spolidoro
Rurik Spolidoro, indicato anche come Rurich Spolidoro (Livorno, 6 settembre 1923 – Mauthausen, 24 aprile 1945), è stato un partigiano italiano, medaglia d'oro al valor militare alla memoria.

## Biografia
Studente brillantissimo, a sedici anni era stato ammesso al Collegio Mussolini presso la Scuola Normale di Pisa (oggi Scuola Superiore Sant'Anna); a diciannove, quando già era diventato sottotenente degli Alpini, aveva conseguito la laurea in Legge col massimo dei voti e la lode e si era subito iscritto a Scienze politiche. Al momento dell'armistizio, era in servizio a Santa Marinella (Roma), come ufficiale del 10º Reggimento Arditi sabotatori paracadutisti.
Col suo reparto il giovane ufficiale si oppose ai tedeschi, ma finì per cadere prigioniero. Avviato alla deportazione, riuscì ad evadere e a riprendere la lotta contro i nazifascisti. Di nuovo catturato, morì nel campo di concentramento di Mauthausen pochi giorni prima della liberazione.
Del sacrificio di Spolidoro ha reso testimonianza, nel 1958, Pietro Caleffi nel libro Si fa presto a dire fame. Alla memoria del giovane, l'Università di Pisa ha concesso la laurea "ad honorem" in Scienze politiche. La sua città natale gli ha dedicato una via.